# Roots reggae
Roots reggae es un subgénero del reggae que se desarrolló en Jamaica a partir del ska y el rocksteady y se hizo famoso fuera del Caribe, en buena medida, gracias al legendario cantante y compositor Bob Marley. Se considera como una especie de "vieja escuela" del reggae ya que enarbola las raíces del reggae, de ahí su nombre. 
Es inherente al movimiento rastafari, creando un tipo de música reggae espiritual en el que entre las letras predominan las alabanzas a Jah Ras Tafari Makonnen (Haile Selassie, el emperador de Etiopía), la espiritualidad Rasta, el orgullo negro y los barrios pobres de la isla. Además de la protesta contra la opresión y la pobreza. 
Los temas más recurrentes en las letras incluyen la pobreza y la resistencia a la opresión gubernamental. La cima creativa del Roots y su popularidad se sitúan entre mediados y finales de la década de los 1970s, con cantantes como Johnny Clarke, Horace Andy, Barrington Levy, Green Valley o Lincoln Thompson, trabajando con productores como Lee "Scratch" Perry, King Tubby, o Coxsone Dodd. Estos productores, pioneros en la experimentación musical electrónica y a menudo con grandes restricciones tecnológicas, hicieron que naciera el dub. Esto es visto como una de las más tempranas contribuciones a las actuales técnicas modernas de producción de música electrónica.
El Roots Reggae constituye una parte importante de la cultura jamaiquina, y ha encontrado un segmento que, aunque pequeño, experimenta un crecimiento mundial. Muchos de los artistas más populares de la escena jamaiquina actual son una nueva generación de artistas Roots como I Wayne, Richie Spice y Jah Cure.